# Geografía general
La geografía general o "geografía sistemática" es la parte de la geografía que estudia las variaciones de las distribuciones tanto espaciales como de la superficie terrestre, así como la relación entre el medio natural y el ser humano. Se diferencia, por lo tanto, de la descripción y estudio de las regiones de la superficie terrestre (lo que se denominó Geografía Especial o corológica).
Se divide en geografía física, geografía astronómica, geografía matemática y geografía humana.

## Historia
Se ha dicho, con razón, que la geografía es una ciencia con una breve historia y un largo pasado (). Esta apreciación hace referencia a que las obras de una geografía explicativa, y no solo descriptiva, son relativamente recientes, de fines del siglo XIX, pero tienen antecedentes en la Grecia durante la Edad Antigua, hace unos 25 siglos. Los primeros libros de Geografía son los de Eratóstenes y Estrabón y se trataban de una visión descriptiva del mundo conocido, con los accidentes geográficos, su ubicación y sus pueblos y habitantes.
Posteriormente a la época clásica griega, encontramos representantes de la geografía descriptiva, cada vez más explicativa, con el empleo de algunos mapas más elaborados, en la obra de la cultura helenística, convirtiéndose la ciudad de Alejandría, con su famosa Biblioteca, que llegó a reunir un millón de obras, mientras que los aportes de Ptolomeo, sus mapas y su teoría geocéntrica del mundo lo convirtieron en el autor más importante del campo de la Geografía a partir del siglo II, en la Edad Antigua y mucho tiempo después. El Imperio Romano impulsó el conocimiento del amplio territorio en el que se extendía, con la creación de miles de km de carreteras, fundación de ciudades, extensión de los cultivos, del regadío, de puentes y acueductos, todo ello logrado a través de un gran desarrollo de la ingeniería y de la arquitectura. Se destacan durante la Edad Media, las descripciones de viajeros principalmente, romanos, árabes y europeos del sur, como los venecianos, bizantinos, mallorquines (con el desarrollo de las llamadas cartas portulanas, de la brújula, la carabela y otros desarrollos de la navegación y del comercio). Al desarrollo del comercio en las ciudades del Mediterráneo, se unió el de las ciudades de la Liga Hanseática, ya durante la Baja Edad Media y comienzos de la Edad Moderna, cuando se inició la época de los grandes avances de la navegación transoceánica.
Es una ciencia muy importante para el mundo, tiene un enfoque dirigido a la comprensión de los problemas de la interacción naturaleza-sociedad y a reorientar la actitud de los seres humanos hacia el espacio geográfico y el medio ambiente.